# 那須サファリパーク
那須サファリパーク（なすさふぁりぱーく）は、栃木県那須郡那須町の動物園である。1980年開園。姉妹施設として東北サファリパーク（福島県）、岩手サファリパーク（岩手県）、那須ワールドモンキーパークなどがある。

## 概要
ホワイトライオン・トラと言った肉食動物、カバ・シマウマと言った草食動物など約700頭の動物が飼育・展示されているサファリパーク。

## 代表的な飼育動物
- ホワイトライオン
- ベンガルトラ
- カバ
- シロサイ
- アフリカゾウ
- バイソン
- チャップマンシマウマ
- ラマ
- ヤク
- アジアスイギュウ
- アミメキリン
- ゼブロイド
- エランド
- ムフロン
- カピバラ
- ダチョウ

## アクセス
- バス：東日本旅客鉄道（JR東日本）黒磯駅から関東自動車バス 「那須ロープウェイ・那須湯本」方面乗車し、「那須サファリパーク入口」下車。所要時間約17分。
- 車：駐車可能台数は約350台。駐車料金は無料。
  - 東北自動車道那須インターチェンジより約15分。黒磯板室インターチェンジより約25分。

## 営業時間
- 平日：8:30〜17:00（入園 16:30まで）
- 土休日：8:00〜17:00（入園 16:30まで）
- ナイトサファリ：18:30～22:00（受付 21:00まで）

## 周辺の施設
- 日光国立公園 那須平成の森
- 那須ロープウェイ(茶臼岳)
- お菓子の城 那須ハートランド
- 那須ハイランドパーク
- 那須どうぶつ王国
- 那須高原 南ヶ丘牧場
- 那須とりっくあーとぴあ
- マウントジーンズ那須
- 那須テディベア・ミュージアム
- 那須ステンドグラス美術館
- 那須高原りんどう湖ファミリー牧場

### 温泉
- 那須温泉郷
- 塩原温泉郷
- 板室温泉

## 飼育員が受けた猛獣による咬傷事故

### 餌やり中にライオンに襲われ重軽傷
1997年11月13日、飼育員と実習生の女性2人が餌やり中、メスのライオンに襲われ重軽傷を負う事故が発生した。2人は獣舎内を隔てる扉を閉めないまま餌やりの準備を始めたため、そこへ目掛けてスペース内から飛び出してきたライオンに襲われ噛まれたという。実習生は事前指導半ばの状態でリスク対策もわからず被害に遭っており、飼育員に対しても事故当時、安全管理に関するマニュアルの整備がされていなかった。同園はその後、肉食動物の餌付けを担当する飼育員に対する詳細なマニュアルを制定した。事故後、労働安全衛生規則に違反した疑いがあるとして、当時の責任者が検察当局に書類送検された。
栃木県では同園に対し毎年の定期検査を行うごとに日本動物園水族館協会への加入を要請していたが、共通マニュアルによる連携をハード・ソフト両面から拡充することに難色を示し、県の指導を無視し続けてきたという。同協会は「極めて厳しい加入条件」を設けていることで知られていたが、当時、安全対策の強化を重視する国内の6つのサファリパークを含む動物園などの95施設が加入していた。

### 清掃中にライオンに襲われ瀕死の重傷
2000年12月25日午前11時15分ごろ、飼育員が獣舎内を清掃中、襲ってきた14歳のメスのライオンに頭や胸を噛まれ、一時は重体となる事故が発生した。調べにあたった黒磯警察署によると被害に遭った飼育員は21歳の男性で、出血がひどく意識不明の状態となり近くの病院へ運ばれた。事故当日、同園は開園中だった。事故の後、万が一襲われた際の「応急措置」についてなど、1997年の事故を教訓に制定された安全管理に関するマニュアルに基づく教育が、その後も徹底されていなかったことが問題となった。この事故でも大田原労働基準監督署は当時の責任者を書類送検している。

### 収容忘れのトラに襲われ頭蓋骨骨折や手首を失うなどの重傷
2022年1月5日午前（119番の通報は午前8時半ごろ）、男性1人、女性2人のいずれも20代の飼育員がベンガルトラの「ボルタ」に頭や腕を噛まれるなどして負傷する事故が発生した。主要メディアなどの報道によると、獣舎の中にいるはずのボルタと移動用通路で鉢合わせした女性飼育員が襲われ、悲鳴をあげていたところに助けに入った他の飼育員も次々と襲われたという。事故発生後、駆け付けた獣医師がボルタを麻酔銃で眠らせてから飼育員を救助、最初に襲われた女性飼育員はドクターヘリで、他の2人の飼育員は救急車で搬送された。そのうち女性飼育員1人が右手首から先を失う重傷を負い、他の飼育員も頭蓋骨骨折などの重傷を負った。
この事故の影響で同園は当面休園することとなった。関連して1997年と2000年に発生していた咬傷事故の件が改めて報じられているが、その際にも同園は安全管理のミスがたびたび問題視されていた。栃木県内に複数ある猛獣を扱う他の施設では、この事故を受け「他人ごとでない」として、速やかに安全管理の手順を再確認するなど自主的な点検の動きが広がった。
1月7日、栃木県警察捜査第一課などは同園を業務上過失傷害容疑で家宅捜索し、安全管理に関するマニュアルなど書類数十点を押収、現場検証を行った上で同園に対する捜査を開始した。前日閉園後の状況を調べたところ、本来2人で獣舎に収容されるまで確認する必要があるが、移動用通路まで連れて行ったところで1人が別の動物のところに行ってしまった。残された1人は獣舎内におびき寄せるための肉は置いたものの、獣舎の扉を開けたかは覚えていないとしており、ボルタは移動用通路に一晩中取り残されていたものと園は考えているという。
1月10日、事態を重く見た日本動物園水族館協会は再発防止策を検討するため現地調査を行った。その結果、事故前日に終業前の安全確認を任されていた担当飼育員は、2人だけで普段は行わない獣舎周辺の除雪作業をさせられ、業務マニュアルの手順にない時間外労働を強いられていたことが明らかになった。同協会はこの慌ただしさによる不注意が「事故の大きな背景になった」との見方を示した上で「ヒューマンエラーを事故につなげない取り組みが必要」と述べている。
1月28日、同園は営業を再開した。咬傷事故による処分を不問に付されたボルタの展示は継続となった。
2023年5月2日、栃木県警察は安全管理が不十分だったとして、同園の支配人と飼育部長、けがをした2人を含む飼育員4人を業務上過失傷害容疑で書類送検した。同月11日には、飼育員に安全教育を行わないまま動物の飼育作業をさせたなどとして、大田原労働基準監督署が園の運営会社の「東北サファリパーク」と園の支配人を労働安全衛生法違反の疑いで書類送検した。
2024年3月26日、大田原区検はボルタを通路に残した飼育員を業務上過失傷害罪で略式起訴した。また区検は同日、東北サファリーパークと支配人を労働安全衛生法違反罪で略式起訴した。大田原簡易裁判所は4月8日付で元飼育員に罰金50万円の略式命令を出した。東北サファリーパークには罰金50万円、支配人には罰金30万円の略式命令を出した。
なお、同園の本店にあたり同一法人である東北サファリパークにおいても、1989年に19歳の女性飼育員がベンガルトラに襲われ肘から先を失う事故が発生している。

#### 若い人ばかりが被害に遭っている
事故後に共同通信社が報じたところによると、ボルタと鉢合わせして最初に襲われた女性飼育員は肉食獣担当でキャリア4年目の26歳、助けに入って右手首から先を失う重傷を負った女性飼育員は「ふれあい広場」の小動物担当でキャリア2年目の22歳、男性飼育員は大型動物担当でキャリア4年目の24歳だという。また、1997年の事故では19歳と21歳、2000年の事故では21歳といずれも「若い人ばかりが被害に遭っている」共通点を挙げながら、度重なる事故の背景には就職活動における「圧倒的な買い手市場」があるとし、同社の取材に応じた日本動物園水族館協会の元会長である山本茂行は、「入って数年の人たちだけで飼育現場を担っているとしたら、指揮・報告系統も責任体制も満足に構築されていなかったのかもしれない。」などの見解を示している。

#### ベンガルトラの「ボルタ」
ボルタは世界で約30頭しかいない「ゴールデンタビー」と称される毛色を持つ11歳のオスである。2011年東北サファリパークで生まれ、2018年に那須に移された。2022年の干支は寅とあって同園の記念イベントでは来園者の人気を博していた。また、全国の動物園が参加する「推し虎グランプリ」のランキングでは事故当時の集計で1位になっていたというが、那須サファリパークは事故後にエントリー辞退を申し出た。事故後も展示継続していたが、同年6月8日急性心不全のため死んだ。